# Medun
Medun (cyr. Медун) – wieś w Czarnogórze, w gminie Podgorica. W 2011 roku liczyła 100 mieszkańców.